# Лази (Тячівський район)
Лази́ — село в Україні, у Тячівській міській територіальній громаді Закарпатської області.
Вперше село Лази згадується у 1600 році. Нове відродження розпочалося у 1880 роках з родиною Ворон.
Церква св. Трійці. 1998.
У 1922 р. з ініціативи місцевих мешканців Гайналія, Думнича, Сойми, Олага збудовано невелику дерев'яну церкву. З приходом радянської влади церкву всілякими способами намагалися закрити, однак тодішньому кураторові Андрію Микульцю вдалося відстояти святиню.
З проголошенням незалежності України з'явилася можливість збудувати нову муровану церкву, і селяни, очолені священиком Іваном Удудом, взялися до справи.
Під керівництвом бригадира М. І. Сідея у 1996 р. заклали фундамент храму, а в 1998 р. вкрили споруду дахом. Багато зусиль до спорудження церкви доклали голова церковного комітету М. Бабей, Микола Вайнагій, Дмитро Бедей, Юрій Зубан, Михайло Дебич. Іконостас виготовив Йосип Довганич.

## Чорна вода
У селі Тячівські Лази Тячівського району Закарпаття в урочищі Чорна вода з-під землі б'ють три унікальні джерела цілющої води. Вона настільки насичена сірководнем, що набула чорного кольору.
Сірководнева вода із притаманним запахом «тухлих яєць» підходить для лікувальної косметології, при захворюваннях шкіри. Джерело — питний буркут із присмаком сірководню — використовують для лікування шлунково-кишкового тракту, печінки та підшлункової залози. Ще два рекомендовані при ревматичних захворюваннях опорно-рухового апарата, при болях у суглобах та м'яких тканинах.
На базі місцевих мінеральних джерел в 1958 році відкрито санаторій «Чорна вода», у якому лікуються і відпочивають близько сотні відвідувачів в рік.
У селі розташована гідрологічна пам'ятка природи «Джерело б/н».

## Туристичні місця
- храм св. Трійці. 1998.
- У селі Тячівські Лази Тячівського району Закарпаття в урочищі Чорна вода з-під землі б'ють три унікальні джерела цілющої води. Вона настільки насичена сірководнем, що набула чорного кольору.
-  гідрологічна пам'ятка природи «Джерело б/н».